# Bonawentura Dąbrowski

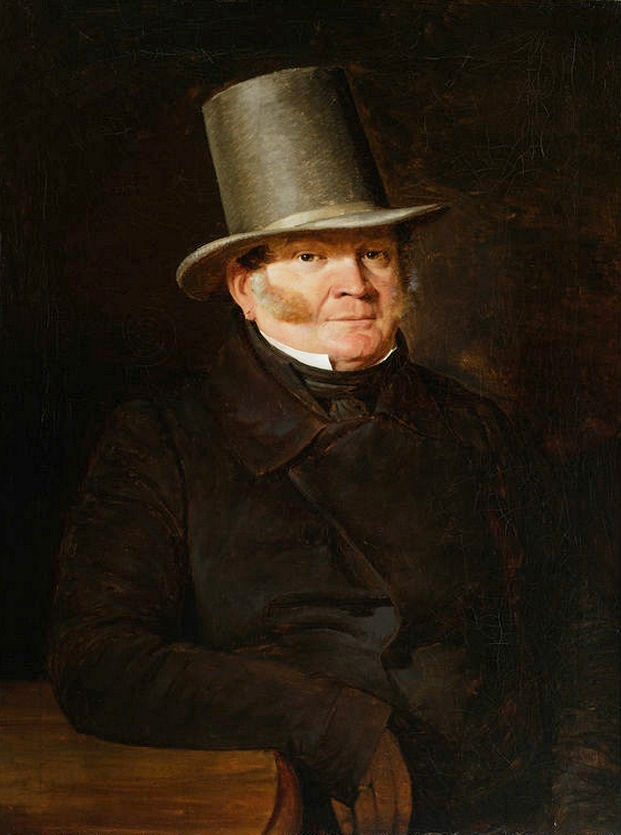
Portret Pawła Pelizzaro (ok. 1838)

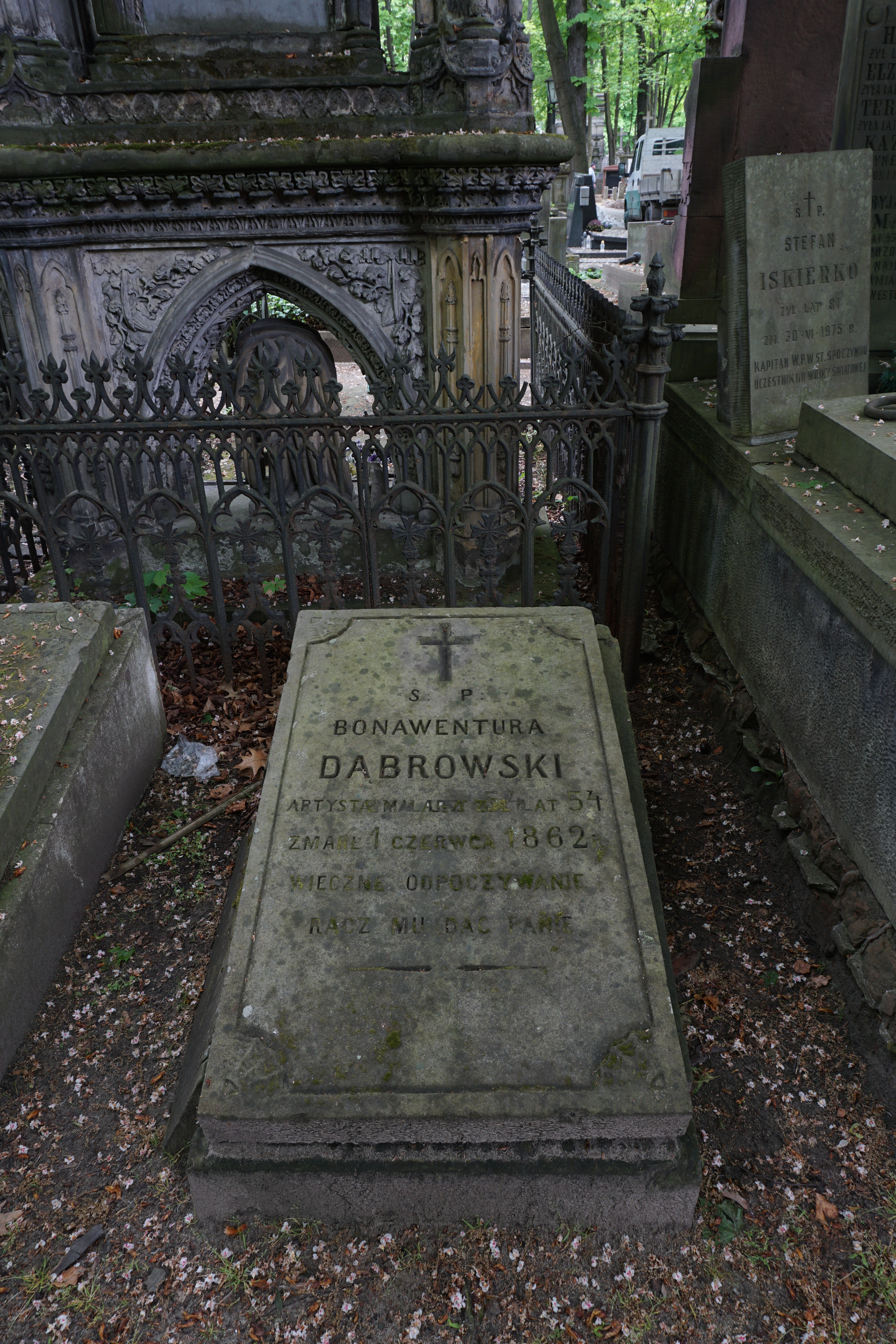
Grób Bonawentury Dąbrowskiego na cmentarzu Powązkowskim

Bonawentura Dąbrowski (ur. 14 marca 1807 w Warszawie, zm. 1 czerwca 1862 tamże) – polski malarz.

## Życiorys
Syn malarza Antoniego Samuela i Katarzyny Scheynat.
Uczył się w Instytucie Nauczycieli Elementarnych i Organistów w Łowiczu. Po jego ukończeniu w 1826 zaczął studiować malarstwo na Wydziale Sztuk Pięknych Uniwersytetu Warszawskiego u Antoniego Blanka i Antoniego Stanisława Brodowskiego. Brał udział w powstaniu listopadowym w 1831 w stopniu porucznika, za co został skazany na zesłanie do Wiatki. Wrócił do Warszawy w 1832.
Jako malarza interesowała go tematyka rodzajowa i historyczna (malarstwo sztalugowe, monumentalne i miniatura). Był autorem m.in. Portretu Pawła Pelizarro (ok. 1838, w zbiorach Muzeum Narodowego w Warszawie), obrazów Madonna z Dzieciątkiem, Ostatnia Wieczerza i Chrystus (wszystkie z 1842) w cerkwi greckokatolickiej przy ul. Miodowej w Warszawie, Zesłanie Ducha Świętego w katedrze św. Jana (niezachowany) i fresków w cerkwi św. Jana Teologa w Chełmie.
Po 1840 założył prywatną szkołę malarstwa. Na zajęcia z rysunku uczęszczali tam m.in.: Józef Ignacy Kraszewski i Józef Simmler.
Został pochowany na cmentarzu Powązkowskim w Warszawie (kwatera 12-3-3).